# Сусаноо
Сусаноо (на японски: 素戔嗚尊 или 須佐之男命, на хирагана: すさのおのみこと, оттук произношение Сусаноо но Микото) е божество от японската митология.
Сусаноо е братът на Аматерасу и Цукийоми, създадени от Изанаги. В Шинто той е богът на моретата и бурите.

## Легенда
Докато братята му покорно държали позициите си във Високата равнина на Рая, Сусаноо създавал неприятности на земята. Той пренебрегнал работата си поради причината, че много от растенията на земята загивали. Изанаги попитал Сусаноо защо е тъжен, а той ясно заявил, че не харесвал земята, и вместо това искал да бъде в Йоми (Подземното царство на мъртвите) с неговата Изанами (Богинята на сътворението и смъртта). Изанаги се разгневил и наказал Сусаноо.
Преди Сусаноо да слезе в Йоми, той решил че трябва да се върне в Рая да се сбогува със сестра си. И започнал своето пътуване, въпреки че неговото издигане предизвикало голям земетръс на земята. Чувайки това, Аматерасу се опасила, че приближаването на Сусаноо е злонамерено – тя се опасявала, че той иска да ѝ открадне мястото. Аматерасу се подготвила за битка, и изчакала Сусаноо да се доближи. Когато Сусаноо се появил, се опитал да обясни на Аматерасу, че е дошъл единствено да и каже сбогом. Тя искала доказателство и решила да направи състезание за създаване на поколение. Този, който създаде раждане на мъж с червена кръв, ще покаже кой е праведния брат. Аматерасу взела меча му и му дала броеница в замяна. И двата предмета били измити и приготвени за състезанието. Аматерасу започнала първа, захапвайки сабята създала три божества от дъха си. Тогава Сусаноо сложил броеницата в устата си и създал пет божества от нея.
Сусаноо бил победителя, но въпреки божествата които тя създала, Аматерасу била праведната сестра. Сусаноо се разярил, и атакувал с хаос цялата земя и целия рай. Накрая, Аматерасу избягала и се затворила в пещера. По-късно боговете я изкарали от нея с хитрост, за да може да озари отново светът.
Отсъствието на слънцето, било много тежко, и изисквало връщането на Аматерасу, давайки на Сусаноо строга присъда. Неговата броеница била скъсана, неговите нокти – на краката и ръцете, били изтръгнати, и бил подложен на няколко смущаващи ритуaла. Накрая, боговете го изгонили от Рая и го изпратили в подземното царство на Йоми.
По-късно, когато Сусаноо се среща и убива драконът Ямата но Орочи (Осем разчленената змия), той открива таен меч, който бил скрит в опашката на чудовището. Той подарил този меч, мечът Ама но Муракама но Цуруги (Мечът на събиращите се облаци на Рая) или Кусанаги но Цуруги (Треворежещия меч) на Аматерасу. Според легендите тя го дала на нейния наследник Ниниги заедно с огледалото Ята но Кагами и скъпоценния камък Ясакани, но Магатама. Този свещен меч, огледало и скъпоценен камък са станали трите Свещени имперски съкровища на Япония.
1. ↑  Нихоншоки.